# Lhenice
Lhenice (deutsch Elhenitz) ist ein Flecken in Tschechien. Er liegt 23 Kilometer westlich des Stadtzentrums von Budweis und gehört zum Okres Prachatice.

## Geographie

### Lage

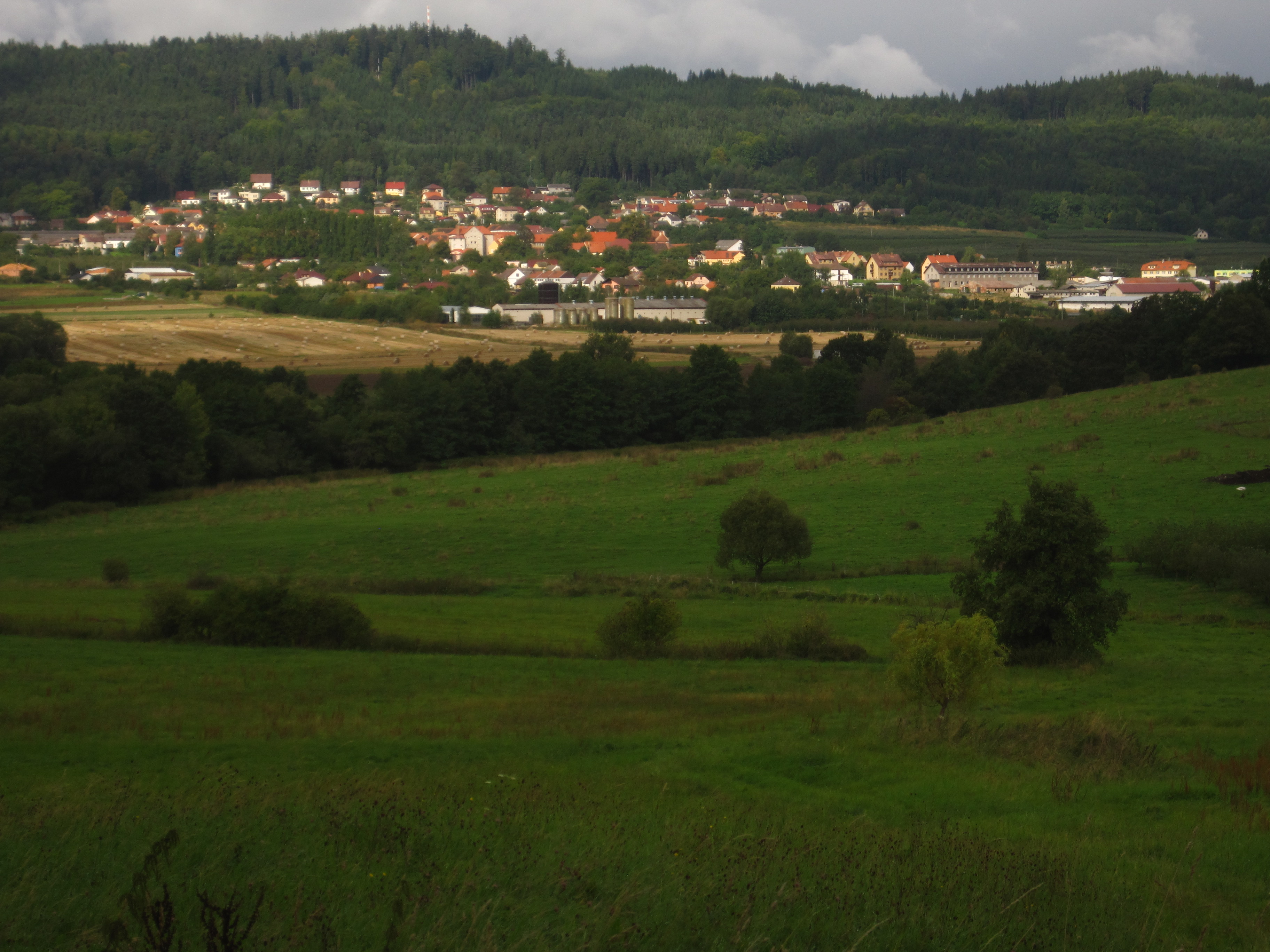
Ortsansicht

Lhenice befindet sich an den östlichen Ausläufern des Böhmerwaldes am Übergang zum Blanský les. Der Ort liegt am Osthang des Stráže (742 m) über dem Tal des Netolický potok.
Nachbarorte sind Hradce und Hrbov im Norden, Brusná im Nordosten, Horní Chrášťany im Osten, Vodice und Třešňový Újezdec im Südosten, Vadkov im Süden, Borovka und Jáma im Südwesten, Mičovice und Ratiborova Lhota im Westen sowie Třebanice im Nordwesten.

### Gemeindegliederung
Der Městys Lhenice besteht aus den Ortsteilen Dolní Chrášťany (Untergroschum), Hoříkovice (Horschikowitz), Horní Chrášťany (Obergroschum), Hrbov (Herbes), Lhenice (Elhenitz), Třebanice (Tschebanitz), Třešňový Újezdec (Wagnern), Vadkov (Wagau) und Vodice (Woditz), die zugleich auch Katastralbezirke bilden. Zu Lhenice gehören außerdem die Wohnplätze Amerika, Brusenský Mlýn, Brusná, Hradce, Hrby, Na Hliňáku, Nový Dvůr, Sádky, Šilnar, U Jonátů, U Kozáků, U Mostu, U Rolenců, U Vlčků und Vršitý. Grundsiedlungseinheiten sind Brusná, Dolní Chrášťany, Hoříkovice, Horní Chrášťany, Hrbov, Lhenice, Třebanice, Třešňový Újezdec, Vadkov und Vodice.

### Nachbargemeinden
| Hracholusky        | Netolice                                    | Lužice, Babice     |
| Nebahovy, Mičovice | Kompassrose, die auf Nachbargemeinden zeigt | Chvalovice, Záboří |
| Chroboly           | Ktiš                                        | Brloh pod Kletí    |

## Geschichte
Lhenice wurde erstmals 1283 als Besitz des Klosters Sancta Corona erwähnt. Nach der Zerstörung des Klosters durch die Hussiten im Jahre 1420 erhielt Ulrich II. von Rosenberg die gesamten Besitzungen des Klosters von Kaiser Sigismund als Pfandschaft. 1437 verpfändete Sigismund die Dörfer Lhenice, Újezdec, Vadkov und Vodice an die Königsstadt Tábor. 1544 wurde Lhenice durch Ferdinand I. zum Städtchen erhoben. Dabei wurden dem Ort die Rechte zum Führen eines Wappens, zur Siegelung mit grünem Wachs und zur Abhaltung eines achttägigen Jahrmarktes zu St. Ägidien sowie eines Wochenmarktes verliehen.
Wegen der Beteiligung am Ständeaufstand von 1547 wurden die Güter der Stadt Tábor konfisziert und Lhenice mit den Dörfern Újezdec, Vadkov und Vodice an den Vormund der Kinder Josts III. von Rosenberg, Albrecht von Guttenstein auf Žirovnice, verkauft. Nachdem Wilhelm von Rosenberg 1551 für volljährig erklärt worden war, erhielt er den Besitz übertragen. Dessen Bruder und Nachfolger Peter Wok von Rosenberg musste Lhenice 1600 wegen Verschuldung seinem Buchhalter Martin Grejnar von Veveří und Mysletín überlassen. Nachdem der Rosenberger Lhenice 1605 wieder ausgelöst hatte, ordnete er das Städtchen der Herrschaft Libějovice zu. Nach dem Tode von Peter Wok erbte 1611 dessen Neffe Johann Zrinski von Seryn Libějovice. Zrinski verstarb jedoch bereits 1612 und ihn beerbte Peter von Schwanberg. Er schloss Libějovice an die Herrschaft Netolice an. Als einer der Führer des Ständeaufstandes wurde sein Besitz nach der Schlacht am Weißen Berg konfisziert und die Herrschaft Netolice 1622 an Hans Ulrich von Eggenberg übergeben.
Als 1717 die Eggenberger im Mannesstamme ausstarben, fiel Lhenice an die Schwarzenberger.
Nach der Ablösung der Patrimonialherrschaften wurde Lhenice 1848 zur selbstständigen Marktgemeinde im Prachiner Kreis. 1855 kam der Ort zum neu errichteten Bezirk Netolice, der 1868 an den Bezirk Prachatice angeschlossen wurde. Seit 2006 ist Lhenice wieder ein Městys.
Lhenice ist von großen Kirschplantagen umgeben. Wegen des traditionellen Obstbaus erhielt der Ort den Beinamen Garten Südböhmens.

## Sehenswürdigkeiten

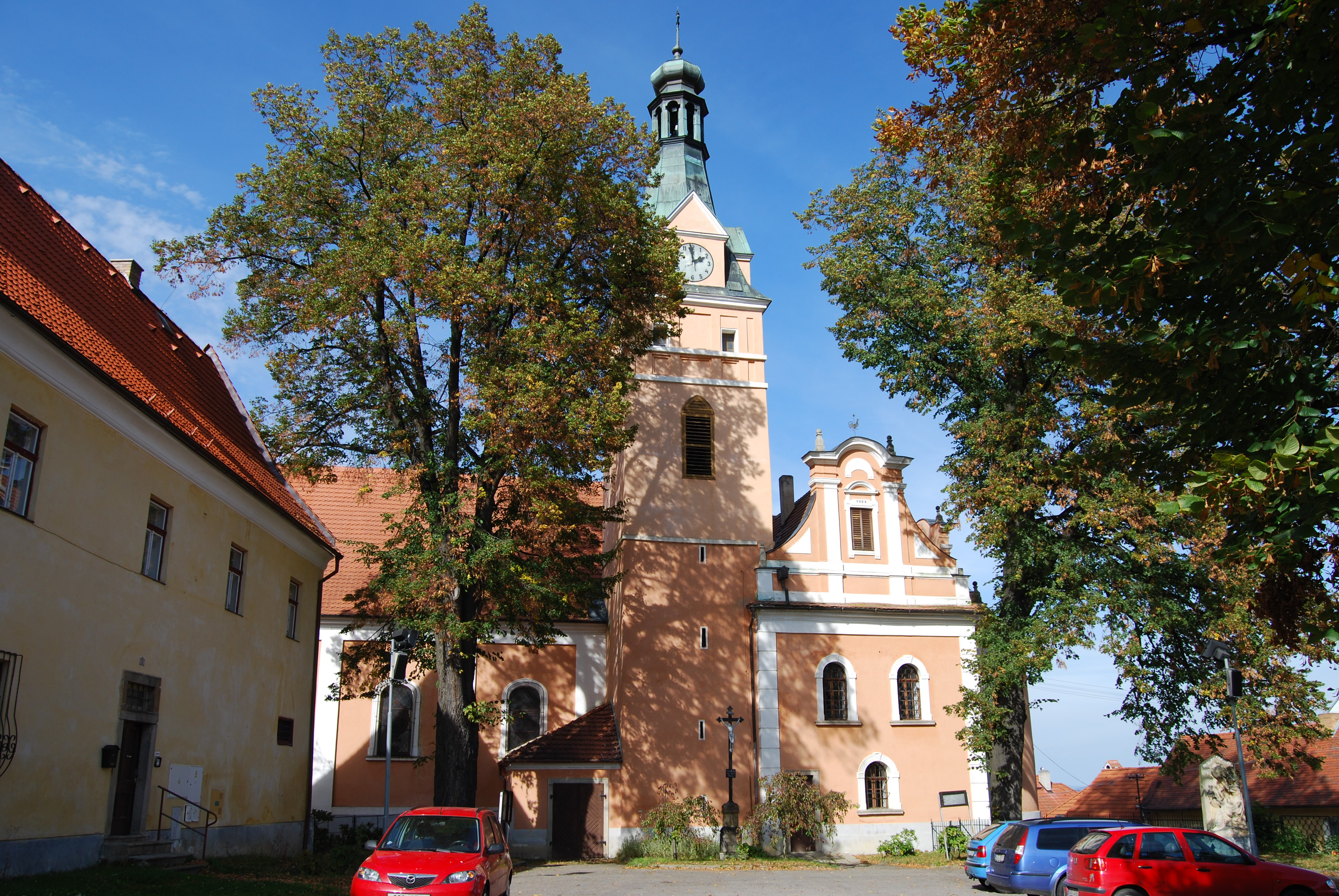
Marktplatz mit Kirche des Hl. Jakobus

- Kirche des Hl. Jakobus, erbaut im 14. Jahrhundert
- Herrenhaus, die frühere Feste wurde zu Beginn des 17. Jahrhunderts durch Martin Grejnar zu dessen Sitz ausgebaut
- Altes Rathaus, das von 1814 bis 1815 im böhmischen Bauernbarock errichtete Gebäude dient heute als Bücherei
- Statue des Hl. Adalbert, auf dem Brunnen am Markt, 1802 geschaffen
- Friedhof Johannes des Täufers mit der Kapelle des Hl. Johannes von Nepomuk
- Kreuzweg, angelegt 1865–1866
- Lhenicer Linde, der 25 m hohe Baum mit einem Stammumfang von 580 cm hat ein Alter von 270 Jahren

## Persönlichkeiten

### Söhne und Töchter des Ortes
- Alois Elhenický (1844–1915), Baumeister und Bürgermeister von Smíchov
- Lubor Friedrich (* 1923), Marionettengestalter und Requisiteur
- Jaroslav Hájek (* 1941), Cellist
- Theodor Kössl (1886–1969), Komponist
- Jan Mayer-Königsreiter (1824–1917), Bergrechtler, Sachbuchautor und Hofrat
- Bohuslav Zahradník (1947–1987), Klarinettist

### Weitere
- Adolf Branald (1910–2008), der Schriftsteller wurde am 8. Mai 1965 zum Ehrenbürger von Lhenice ernannt
- Jindřich Jindřich (1876–1967), Komponist und Volkskunstsammler, wirkte ab 1896 als Musiklehrer an der Schule in Lhenice